# Église Notre-Dame-de-l'Assomption de Noisy-sur-École
L'église Notre-Dame-de-l'Assomption est une église catholique située à Noisy-sur-École, dans le département français de Seine-et-Marne. L'église est classée aux monuments historiques, depuis le 26 septembre 1923.

## Situation et accès
L'église se situe au sud de la commune de Noisy-sur-École, sur la place de l'Église, dans l'axe formé par la rue Grande. La façace sud-ouest est longée par le sentier de la Cure.

## Historique
L'église est fondée au XIIe siècle. Son portail et le chœur sont datés du XIIIe siècle. La nef a été reconstruite au XVe siècle avec l'adjonction d'une chapelle latérale. L'édifice était l'appartenance de la seigneurie du couvent des religieuses de Chelles-Sainte-Bouldour.
Des travaux de remise en état ont eu lieu en 2012.

## Structure

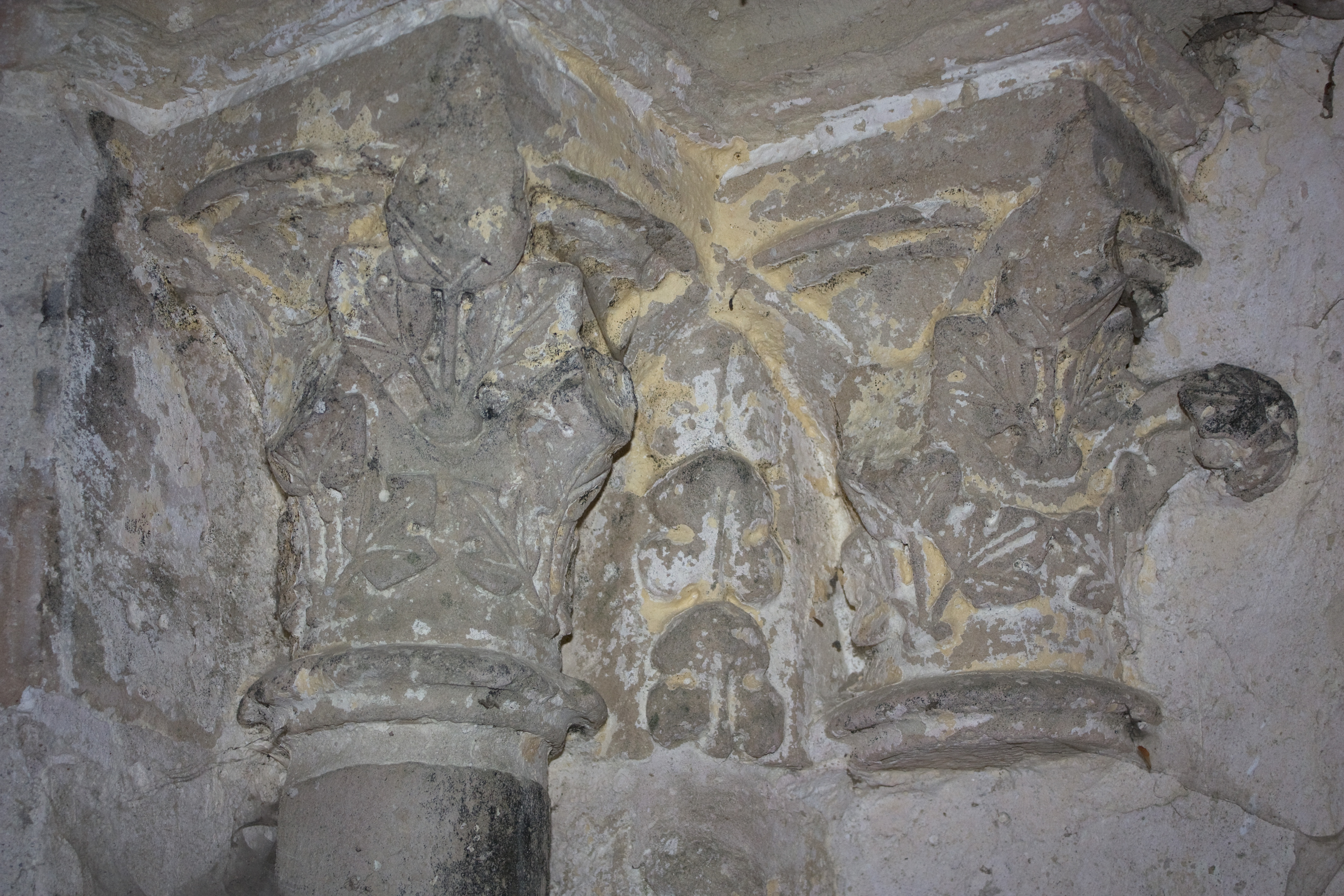
Détail de chapiteaux.

Le plan de l'église est de forme allongée à un seul vaisseau convergeant vers une abside. Le bas-côté sud témoigne d'une habitation utilisée en tant que presbytère dans un premier temps puis comme maison particulière.
La voûte du chœur est à double tore. Quelques lancettes sont néanmoins bouchées.

## Inventaire
- Tableau Sainte Anne et la Vierge (170 × 80 cm) (XVIIIe siècle), inscrit au titre objet des monuments historiques depuis le 7 février 1977[5].

- Tableau Christ en croix avec sainte Madeleine (168 × 95 cm) (XVIIIe siècle), inscrit au titre objet des monuments historiques depuis le 7 février 1977[6].

- Dalle funéraire de François Pachau (160 × 85 cm) (1626), inscrite au titre objet des monuments historiques depuis le 7 février 1977[7].

La dalle est de pierre gravée, anciennement dans le pavage de la nef face au chœur, se trouve relevée contre le mur sud de la nef. Sur l'épitaphe martelée, on aperçoit encore les inscriptions suivantes : Epitaphe : (...) Galet recepveur (...) deceda le vendry Seizeime octobre 1626 (...) Priez Dieu pour son âme..
L'église abrite aussi d'autres dalles funéraires, en particulier celles des châtelains de Chambergeot et de La Renommière, les deux domaines de la commune.